# Carrion Crawler/The Dream
Carrion Crawler/The Dream — двенадцатый студийный альбом американской рок-группы Osees из Сан-Франциско. Он был выпущен 8 ноября 2011 года лейблом In The Red Records. Несмотря на то, что длительность альбома сопоставима или превышает длительность большинства их других полноформатных релизов, на виниловых изданиях указано, что это мини-альбом. Это шестой альбом, выпущенный под названием «Thee Oh Sees», после того как группа ранее была известна как «OCS», «The Ohsees» и «The Oh Sees». Это был второй из двух студийных альбомов, записанных группой в 2011 году, первый — Castlemania, выпущенный в мае.

## История
Пити Дэммит, басист группы, утверждал, что альбом «был полностью записан вживую. 1, 2, 3, нажмите запись, поехали». Бриджид Доусон заявила, что он был записан в течение пяти дней. Крис Вудхаус, постоянный соавтор и инженер по микшированию группы, записал альбом в студии звукозаписи The Hangar в Сакраменто, Калифорния. Джон Дуайер, описывая звучание альбома, сказал: «Как я уверен, большинство согласится, „Castlemania“ была скорее вокальной тирадой. Эта песня предназначена для того, чтобы колотить и пульсировать». Второй трек — попурри из оригинальной песни под названием «Contraption» с кавером на песню «Soul Desert» группы Can. «Contraption» ранее была выпущена в качестве демо на Singles Vol. 1 + 2. Ларс Финберг из группы The Intelligence присоединился к Thee Oh Sees в качестве второго барабанщика на этой записи. Группа посвятила альбом памяти Джерри Фукса, Джея Ритарда и Джерарда Смита.
Название альбома было взято из названий первой и шестой песен в альбоме. «Carrion Crawler» — это монстр, похожий на сороконожку, из серии ролевых игр Dungeons & Dragons. Пити Даммит заявил, что изначально альбом был основан на «The Dream», но после того, как группа создала песню «Carrion Crawler», Джон Дуайер решил добавить её название к названию альбома. Песни полностью разделены, за исключением их совместного использования в качестве названия альбома.
В 2011 году Burger Records выпустили серию кассет Thee Oh Sees, которые содержали два полноформатных альбома на каждой кассете. Carrion Crawler/The Dream был выпущен в паре с другим основным релизом группы 2011 года, Castlemania.

## Отзывы
| Совокупная оценка    | Совокупная оценка |
| Источник             | Оценка            |
| -------------------- | ----------------- |
| Metacritic           | 83/100            |
| Оценки критиков      |                   |
| Источник             | Оценка            |
| AllMusic             | [ 7 ]             |
| The Austin Chronicle | [ 8 ]             |
| The A.V. Club        | B+                |
| Beats Per Minute     | 72%               |
| Cokemachineglow      | 77%               |
| Consequence of Sound | [ 12 ]            |
| Filter               | 86%               |
| Paste                | 8.0/10            |
| Pitchfork            | 8.0/10            |
| Uncut                | [ 16 ]            |

Альбом получил положительные отзывы от музыкальных критиков.
Криста Черри написала в AllMusic, что «…теперь, предлагая восьмой полноформатный альбом Thee Oh Sees за пять лет, Carrion Crawler/The Dream — всего через пять месяцев после выхода его предшественника Castlemania — Дуайер, похоже, попал в точку, медленно развивая группу, а не отказываясь от нее. Подход „два альбома за один год“ хорошо послужил группе в 2009 году, поскольку они предложили и шаркающий, акустически ориентированный Dog Poison, и хаотично контролируемый Help в том году, и то ли по замыслу, то ли по совпадению, похожая траектория возникла в 2011 году. Carrion Crawler/The Dream захватывает диапазон, энергию и свободу их печально известных яростных живых выступлений так, как ни одна из их предыдущих записей. Записанный в июне примерно во время выпуска Castlemania, это можно отнести к присоединению Ларса Финберга (The Intelligence), который присоединился к группе во время тура в качестве второго барабанщика и делает свой записанный дебют на этом релизе. И пока Castlemania умоляла колонки пузыриться эксцентричным кипением, атака драйвовых ритмов двойных барабанов и грязных басовых риффов на фриках „Contraption/Soul Desert“ и полуодноименной „The Dream“ грозит полностью их уничтожить. Если снова взяться за управление, более свободная „Robber Barons“ работает как гибрид стоунера и топота, спотыкаясь и хрустя, прокладывая себе путь сквозь мрачный грув, в то время как инструментальная „Chem-Farmer“ в основном остаётся в кармане фрицевского дрона, освобождая место для бурных клавишных росчерков Бриджид Доусон и пламенных гитарных восклицаний Дуайера. Что касается звуков, более знакомых по прошлым работам группы, то нестандартный отскок „Crushed Glass“ и кладбищенская панихида „Crack in Your Eye“ напоминают „Meat Step Lively“ Help и „Maria Stacks“ The Master’s Bedroom Is Worth Spending a Night In соответственно. Услышав так много разных звуков на Carrion Crawler/The Dream, неудивительно, что изначально планировалось выпустить его в виде двух EP, но благодаря универсальности группы настоящим сюрпризом стало то, насколько сплочённо песни работают как одна пластинка. Как ярые фанаты, так и новички будут наслаждаться его странной, дикой, всесторонней полнотой».

## Список композиций
Слова и музыка всех песен — Thee Oh Sees, за исключением текста "Soul Desert", где автор Малкольм Муни.
| №                   | Название                  | Длительность |
| ------------------- | ------------------------- | ------------ |
| 1.                  | «Carrion Crawler»         | 5:50         |
| 2.                  | «Contraption/Soul Desert» | 5:21         |
| 3.                  | «Robber Barons»           | 5:16         |
| 4.                  | «Chem-Farmer»             | 4:08         |
| 5.                  | «Opposition»              | 1:39         |
| 6.                  | «The Dream»               | 6:52         |
| 7.                  | «Wrong Idea»              | 1:52         |
| 8.                  | «Crushed Grass»           | 2:53         |
| 9.                  | «Crack in Your Eye»       | 3:41         |
| 10.                 | «Heavy Doctor»            | 3:07         |
| Общая длительность: | Общая длительность:       | 40:34        |